# Nagyszénás
Nagyszénás é uma vila da Hungria, situada no condado de Békés. Tem 95,56 km² de área e sua população em 2019 foi estimada em 4.634 habitantes.